# Афоризмы Александра Лукашенко
Афоризмы Александра Лукашенко — высказывания белорусского политика, отличающиеся яркостью, простотой и нередко вызывающие общественный резонанс. Некоторые из них получили известность из-за своей спорности и использования стереотипов, затрагивая темы истории, национальности, языка и гендера. Эти выражения стали основой для термина «лукашизмы», который отражает специфический стиль речи Лукашенко.

## Общая характеристика
Александр Лукашенко известен яркими и спорными высказываниями. Считается, что такая манера речи продиктована стремлением политика говорить с людьми простым и доступным языком. Однако некоторые его заявления вызвали неоднозначную реакцию. За годы своего правления Лукашенко сделал много резонансных комментариев, включая положительные упоминания о деятельности Адольфа Гитлера, сомнения в чистоплотности евреев и использование выражений вроде «крысы» и «овцы» в адрес несогласных с его позицией белорусов.
Существует своеобразный жанр цитат Александра Лукашенко под названием «лукашизмы», представляющий собой сборник подлинных выдержек из его речей. Юмористический эффект в таких высказываниях усиливается за счет использования трасянки (смесь русского и белорусского языков), которая всегда была признаком необразованного советского жителя деревни, переехавшего жить в город.

## Примеры

### О Гитлере
В 1995 году Александр Лукашенко дал интервью немецкой газете Handelsblatt, в котором попытался обосновать необходимость установления в Беларуси суперпрезидентской республики: «В свое время Германия была поднята из руин благодаря очень жесткой власти. Не все только плохое было связано в Германии с известным Адольфом Гитлером. <…> Немецкий порядок формировался веками, при Гитлере это формирование достигло наивысшей точки. Это то, что соответствует нашему пониманию президентской республики и роли в ней президента. <…> Германия поднялась благодаря сильной власти, благодаря тому, что вся нация сумела консолидироваться и объединиться вокруг сильного».
Государственный департамент США обвинил Лукашенко в симпатиях к Адольфу Гитлеру и назвал эти высказывания «неуместными и неподобающими» для главы государства.

### О евреях
В 2007 году Лукашенко прокомментировал свои впечатления о неустроенности Бобруйска: «Если вы были в Бобруйске, вы видели, в каком состоянии город? Страшно было зайти, свинушник был. Это в основном еврейский был город, вы знаете, как евреи относятся к месту, где они живут. <…> Посмотрите в Израиле, я вот был. Я ни в коем случае не хочу их обидеть, но они не очень заботятся, чтобы подстрижена трава была, как в Москве, у россиян, белорусов».
В ответ правительство Израиля заявило протест послу Беларуси в Тель-Авиве, а министр иностранных дел Израиля Ципи Ливни обвинила Лукашенко в антисемитизме.

### О белорусском языке
В 2006 году Лукашенко усомнился в значимости белорусского языка: «Люди, которые говорят на белорусском языке, не могут ничего делать, кроме как разговаривать на нем, потому что по-белорусски нельзя выразить ничего великого. Белорусский язык — бедный язык. В мире существуют только два великих языка — русский и английский».

### О женщинах
Александр Лукашенко допускал сексистские высказывания в сторону женщин:
- «Призвание женщины — украшать мир, призвание мужчины — защищать этот мир и женщин. И какие бы социальные роли они ни примеряли на себя, важно, чтобы все помнили о своем главном предназначении и сохраняли в обществе гармонию отношений»[1].
- «Желаю, чтобы у женщин было больше детей, это хорошо и для нас, мужиков, и для страны. Рожайте побольше детей. Ну вам же просто: двое детей — это ваши, а третий — это мой»[1][6].
- «Это наша — мужиков — вина, что женщина сегодня женщине заменила мужчину. Это наша вина. Поэтому я сожалею. Мы несостоятельными оказались мужиками для некоторых женщин. То, что они у нас должны были найти, они начали искать в женщине. Поэтому я с сожалением воспринимаю это лесбиянство. Это плохо, но я не осуждаю»[1][7].

### О протестующих
После начала массовых протестах 2020 года Лукашенко изменил свою риторику о несогласных с его политикой белорусах: «Из Польши, Великобритании и Чехии были звонки, управляли нашими, извините меня, овцами: они не понимают, что делают, и ими начинают уже управлять».

### Иные афоризмы
- «Не успел я узяцца за яйца как масла ишчэзла»[α][2]
- «Наш народ будет жыць плоха, но не долга»[α][2]
- «Я постоянно ператрахиваю весь парламент и знаю, кто врот, а кто не врот»[α][9]
- «Я атеист, но я православный атеист»[9]
- «Я свое государство за цивилизованным миром не поведу!»[9]

### Комментарии
1. 1 2 3  Фиксируется вариант с использованием трасянки